# Cliff Avril
(en) Statistiques sur pro-football-reference
Clifford Samuel Avril (né le 8 avril 1986 à Jacksonville) est un joueur américain de football américain. Il joue actuellement au poste de defensive end avec les Seahawks de Seattle.

## Enfance
Avril étudie à la Clay High School de Green Cove Springs. Lors de sa dernière année lycéenne, il est nommé dans la seconde équipe de Floride de la saison après avoir fait quatre-vingt tacles dont onze pour des pertes de yards, neuf sacks et quatre passes déviées.

## Carrière

### Université
Il entre à l'université Purdue et intègre l'équipe de football américain des Boilermakers. Il commence comme linebacker avant de devenir defensive end. En 2007, il est nommé dans la seconde équipe de la conférence Big Ten.

### Professionnel
Cliff Avril est sélectionné au troisième tour du draft de la NFL de 2008 par les Lions de Detroit au quatre-vingt-douzième choix. Il signe un contrat d'une durée de trois ans et d'une valeur de 1,634 million de dollars. Pour sa première saison (rookie), il réalise vingt-trois tacles et cinq sacks, ce qui lui vaut d'être nommé par Sporting News dans l'équipe des Rookie de la saison. La saison suivante, il devient titulaire et ne lâche plus cette place, devenant un membre important de la ligne défensive de Detroit.
Le 13 mars 2013, il signe avec les Seahawks de Seattle, et remporte son premier Super Bowl en février 2014.

## Palmarès
- Seconde équipe de la Conférence Big Ten 2007
- Équipe des Rookies de la saison 2009 selon Sporting News